# 永野将司
永野 将司（ながの しょうじ、1993年3月2日 - ）は、大分県速見郡山香町（現：杵築市）出身の元プロ野球選手（投手）。左投左打。

## 経歴

### プロ入り前
山香町立山香小学校（現在の杵築市立山香小学校）2年時に山香少年野球クラブで軟式野球を始めると、山香町立山香中学校（現在の杵築市立山香中学校）では投手として軟式野球部に所属した。
大分県立日出暘谷高等学校（現在の大分県立日出総合高等学校）への進学後は、右翼手兼2番手投手としてプレー。「3番・右翼手」として出場した3年夏の選手権大分大会では、国東高校との初戦で、チーム唯一の安打を放った。投手としても2番手で登板すると、3回1/3を投げて無失点で凌いだもののチームは敗退し、甲子園球場での全国大会とは縁がなかった。
九州国際大学への進学後は、主にクローザーを任されたが、4年時に左肘の靭帯を断裂。卒業後に関西地方の企業でプレーを続けることが内定していたが、トミー・ジョン手術（側副靱帯再建術）を受けた影響で、内定を取り消された。このため、卒業後は企業やチームに所属せず、1年半にわたって手術個所のリハビリに専念した。
「左腕投手が欲しい」というHonda硬式野球部からのスカウトで、同部の練習への参加を経て、2016年にHondaへ入社。入社後も、リハビリに半年を要した。入社2年目の2017年には、7月16日の第88回都市対抗野球大会1回戦（対JR四国戦）に救援で登板。ストレートで152kｍ/h（当時の自己最速記録）を計測すると、後に記録を154km/hにまで更新した。当時のチームメイトに、木浪聖也や齋藤友貴哉がいる。
2017年のNPBドラフト会議で、千葉ロッテマリーンズから6巡目で指名。11月20日に、契約金3000万円、年俸770万円（金額は推定）いう条件で入団した。背番号は62。なお、一般女性と仮契約の前日（11月19日）に結婚し、12月5日の入団記者会見には妻も同行した。

### プロ入り後
2018年は、オープン戦2試合に登板したが、レギュラーシーズンの開幕を二軍で迎えた。5月20日のイースタン・リーグ（対横浜DeNAベイスターズ）戦で公式戦へのデビューを果たすと、同リーグで登板9試合連続無失点を記録。一軍公式戦でも、10月4日の対埼玉西武ライオンズ戦（ZOZOマリンスタジアム）での初登板を皮切りに、登板した4試合をいずれも無失点で凌いだ。
2019年は、春季二軍キャンプへの参加を予定していたが、体調不良を理由に参加を断念。自宅療養を経て、オープン戦から一軍へ合流した。3月12日には、東京ヤクルトスワローズとのオープン戦（ZOZOマリン）に救援で登板。試合後には、大学時代から広場恐怖症に見舞われていることや、その影響で春季キャンプの参加を見送ったことを初めて公表した（詳細後述）。公式戦では開幕を二軍で迎えたものの、イースタン・リーグの公式戦では、ストレートで自己最速タイ記録の154km/hを計測。7月9日に一軍へ復帰したが、公式戦への登板機会がないまま、2日後（11日）に出場選手登録を抹消された。8月から一軍の公式戦へ登板すると、5試合で3ホールドを記録。シーズン終了後の11月19日に、推定年俸900万円（前年から50万円増）という条件で契約を更改した。
2020年は、イースタン・リーグ公式戦14試合の登板で無失点を記録。一軍公式戦でも過去2シーズンを上回る13試合に登板するなど、広場恐怖症と向き合いながら進境を見せた。シーズン終了後の12月3日に、推定年俸1000万円（前年から100万円増）という条件で契約を更改。
2021年は、プロ入り後初めて一軍登板がなかった。二軍では10試合に登板したが、防御率8.10と不振に終わり、11月2日に球団から戦力外通告を受けた。

### ロッテ退団後
2022年からは、一般企業の営業職として働く傍ら、社会人野球クラブチームの全府中野球倶楽部でプレー。7月に開催された第93回都市対抗野球大会にJR東日本の補強選手として出場した。

## 選手としての特徴
力感の無いフォームから最速154km/hのストレートを投じるリリーフ向きの左腕。ロッテ2年目の2019年序盤には、制球への意識が強すぎるあまり球速が低下したため、二軍投手コーチ（当時）の清水直行から「球筋が荒れても良い」とのアドバイスを受けている。

## 人物
愛称は名前の将司（しょうじ）の読みをもじった「まさし」。
ロッテ2年目の2019年に、広場恐怖症であることを公表した。この症状は不安障害の一種で、公共の場や閉鎖的な空間へ身を置くたびに、不安や恐怖を感じたり、パニック発作が起きたりするとされている。
永野によれば、九州国際大学在学中から、公共交通機関による長時間の移動で激しい動悸に見舞われるという。Hondaへの入社1年目に病院で受けた診察で病名が判明したため、遠征などで長時間の移動を要する場合には、当時から各駅停車の列車（東海道新幹線・山陽新幹線の「こだま」など）を利用。ロッテへの入団後も、体調に支障を来さない手段（可能な限り陸路）での移動を特別に認められるなど、球団ぐるみでのサポートを受けている。広場恐怖症の公表に際しては、「『同じ病に悩む人たちの励みに少しでもなれるのであれば、（自分の症状を）隠すより、公表したうえで克服した方が良い』と思った。今後はどうなるか分からないが、しっかりと治療していきたい」とコメント。このコメントに対して、ロッテファンや野球ファンにとどまらず、過去に広場恐怖症を克服した人々からも応援のメッセージが数多く寄せられているという。また、同年6月26日に放送された『壮絶人生ドキュメント　プロ野球選手の妻たち』（TBSテレビ）では、主に妻の視点から闘病の模様が改めて紹介された。
大学時代からロッテ1年目の2018年までは投薬治療を受けていたが、薬の影響でベストパフォーマンスを発揮できなかったため、2年目の2019年からは通院治療に切り替えている。パシフィック・リーグの公式戦については、首都圏にある自宅から自動車だけで陸路を移動すれば、仙台（東北楽天ゴールデンイーグルスの本拠地）までの遠征に帯同できるという。ただし、2019年の春季キャンプでは、「少しでも移動時間を短くしたい」という理由で、大阪から空路でキャンプ地の石垣島（沖縄県）へ向かうことを予定していた。実際に2日連続で飛行機への搭乗を試みたものの、首都圏から空路でキャンプに参加した前年より体調が悪化したため、参加の断念を余儀なくされた。なお、ロッテ球団では2020年から、永野に対して遠征先での移動に自家用車を使用することを許可。実際に、自らの運転で遠征への帯同を始めている。
好きな食べ物はたこ焼きで、嫌いな食べ物はパクチー。

## 詳細情報

### 年度別投手成績
| 年 度     | 球 団     | 登 板 | 先 発 | 完 投 | 完 封 | 無 四 球 | 勝 利 | 敗 戦 | セ 丨 ブ | ホ 丨 ル ド | 勝 率 | 打 者 | 投 球 回 | 被 安 打 | 被 本 塁 打 | 与 四 球 | 敬 遠 | 与 死 球 | 奪 三 振 | 暴 投 | ボ 丨 ク | 失 点 | 自 責 点 | 防 御 率 | W H I P |
| --------- | --------- | ----- | ----- | ----- | ----- | -------- | ----- | ----- | -------- | ----------- | ----- | ----- | -------- | -------- | ----------- | -------- | ----- | -------- | -------- | ----- | -------- | ----- | -------- | -------- | ------- |
| 2018      | ロッテ    | 4     | 0     | 0     | 0     | 0        | 0     | 0     | 0        | 0           | ----  | 15    | 4.0      | 1        | 0           | 4        | 0     | 0        | 3        | 0     | 0        | 0     | 0        | 0.00     | 1.25    |
| 2019      | ロッテ    | 5     | 0     | 0     | 0     | 0        | 0     | 1     | 0        | 3           | .000  | 15    | 4.0      | 3        | 0           | 2        | 0     | 1        | 2        | 0     | 0        | 2     | 2        | 4.50     | 1.25    |
| 2020      | ロッテ    | 13    | 0     | 0     | 0     | 0        | 0     | 0     | 0        | 0           | ----  | 73    | 15.0     | 16       | 0           | 13       | 0     | 0        | 14       | 2     | 0        | 9     | 9        | 5.40     | 1.93    |
| 通算：3年 | 通算：3年 | 22    | 0     | 0     | 0     | 0        | 0     | 1     | 0        | 3           | .000  | 103   | 23.0     | 20       | 0           | 19       | 0     | 1        | 19       | 2     | 0        | 11    | 11       | 4.30     | 1.70    |

- 2021年度シーズン終了時

### 年度別守備成績
| 年 度 | 球 団  | 投手  | 投手  | 投手  | 投手  | 投手  | 投手     |
| 年 度 | 球 団  | 試 合 | 刺 殺 | 補 殺 | 失 策 | 併 殺 | 守 備 率 |
| ----- | ------ | ----- | ----- | ----- | ----- | ----- | -------- |
| 2018  | ロッテ | 4     | 1     | 0     | 0     | 0     | 1.000    |
| 2019  | ロッテ | 5     | 0     | 2     | 0     | 0     | 1.000    |
| 2020  | ロッテ | 13    | 1     | 2     | 0     | 0     | 1.000    |
| 通算  | 通算   | 22    | 2     | 4     | 0     | 0     | 1.000    |

- 2021年度シーズン終了時

### 記録
初記録
- 初登板：2018年10月4日、対埼玉西武ライオンズ25回戦（ZOZOマリンスタジアム）、6回表2番手で救援登板、1回無失点。
- 初奪三振：2018年10月6日、対東北楽天ゴールデンイーグルス24回戦（楽天生命パーク宮城）、8回裏に内田靖人から空振り三振[27]。
- 初ホールド：2019年8月8日、対福岡ソフトバンクホークス18回戦（ZOZOマリンスタジアム）、4回表に2番手で救援登板、1回0/3 無失点

### 背番号
- 62（2018年[7] - 2021年）